# Béryl Agyekum
Pour les articles homonymes, voir Agyekum.
 (août 2024).
La mise en forme du texte ne suit pas les recommandations de Wikipédia : il faut le « wikifier ».
Les points d'amélioration suivants sont les cas les plus fréquents. Le détail des points à revoir est peut-être précisé sur la page de discussion.
- Les titres sont pré-formatés par le logiciel. Ils ne sont ni en capitales, ni en gras.
- Le texte ne doit pas être écrit en capitales (les noms de famille non plus), ni en gras, ni en italique, ni en « petit »…
- Le gras n'est utilisé que pour surligner le titre de l'article dans l'introduction, une seule fois.
- L'italique est rarement utilisé : mots en langue étrangère, titres d'œuvres, noms de bateaux, etc.
- Les citations ne sont pas en italique mais en corps de texte normal. Elles sont entourées par des guillemets français : « et ».
- Les listes à puces sont à éviter, des paragraphes rédigés étant largement préférés. Les tableaux sont à réserver à la présentation de données structurées (résultats, etc.).
- Les appels de note de bas de page (petits chiffres en exposant, introduits par l'outil «  Source ») sont à placer entre la fin de phrase et le point final[comme ça].
- Les liens internes (vers d'autres articles de Wikipédia) sont à choisir avec parcimonie. Créez des liens vers des articles approfondissant le sujet. Les termes génériques sans rapport avec le sujet sont à éviter, ainsi que les répétitions de liens vers un même terme.
- Les liens externes sont à placer uniquement dans une section « Liens externes », à la fin de l'article. Ces liens sont à choisir avec parcimonie suivant les règles définies. Si un lien sert de source à l'article, son insertion dans le texte est à faire par les notes de bas de page.
- La présentation des références doit suivre les conventions bibliographiques. Il est recommandé d'utiliser les modèles {{Ouvrage}}, {{Chapitre}}, {{Article}}, {{Lien web}} et/ou {{Bibliographie}}. Le mode d'édition visuel peut mettre en forme automatiquement les références.
- Insérer une infobox (cadre d'informations à droite) n'est pas obligatoire pour parachever la mise en page.

Pour une aide détaillée, merci de consulter Aide:Wikification.
Si vous pensez que ces points ont été résolus, vous pouvez retirer ce bandeau et améliorer la mise en forme d'un autre article.
 (septembre 2024).
Beryl Agyekum-Ayaaba est spécialiste en marketing du numérique ghanéenne. Elle est fondatrice et PDG d'Echo House Ghana Limited,,. En 2019, elle est nommée parmi les 50 meilleurs jeunes PDG du Ghana par le YCEO et Avance Media,. Elle est nommée et récompensée dans la catégorie féminine 2020 du Young Achiever's Award lors de la 5e édition des EMY Africa Awards,. En mars 2021, elle est nommée parmi les 30 femmes « les plus influentes » de la musique pour le Women's Brunch des 3Music Awards.

## Biographie

### Éducation
Elle fréquente la KNUST où elle obtient une maîtrise en génie civil.

### Carrière
Durant ses années d’école, elle commence sa carrière en tant que spécialiste du marketing créatif. C'est pendant ses études à KNUST que Beryl développe sa passion pour la vente et pour raconter les histoires uniques souvent associées aux marques. Elle vent et raconte des histoires concernant les marques. En 2008, elle collabore avec son amie pour lancer un magazine de campus appelé Echo Magazine. En 2013, le magazine devient une agence de marketing créative appelée Echo House Ghana. Son agence travaille avec de nombreuses marques telles que Smirnoff, GNPC, Vodafone Ghana, Access Bank, Guinness, ECG, Unilever, KFC, Philips et Samsung et d'autres. Elle est connue pour offrir des opportunités aux musiciens émergents et confirmés à travers des événements lifestyle et musicaux comme Tidal Rave et Epilogo.

## Vie personnelle
Elle est mariée à Bright Ayaaba qui est également directeur opérationnel d'Echo House. En février 2016, ils sont mariés et ils ont un enfant.

## Distinctions
- Prix du jeune entrepreneur 2020 aux 5èmes EMY Africa Awards[15].